# Berliet GDSL
Der Berliet GDSL war ein vom französischen Kraftfahrzeughersteller Berliet in Lyon ab 1934 hergestelltes Fahrgestell für Lkw und Omnibusse.

## Geschichte und Technik

### Berliet GDSL
Der Berliet GDSL erhielt im Juni 1934 seine allgemeine Betriebserlaubnis. Das S (=surbaisse) in der Typenbezeichnung deutet an, dass das Fahrzeug einen Tiefbettrahmen hatte und infolgedessen vor allem für Omnibusaufbauten geeignet war. Die Motorkraft wurde mittels Kardanwelle auf die Hinterachse übertragen. Der Motor war üblicherweise ein wassergekühlter Sechszylinder-Dieselmotor des Typs MDC: Bohrung × Hub 110 × 150 mm, Hubraum 8553 cm³, steuerlich 23 CV, effektiv 80 PS bei 1700/min, Fahrgestell ohne Aufbauten 5100 kg, bezüglich der übrigen technischen Daten wird auf die Info-Box verwiesen. Mit diesem Motor hieß das Fahrzeug auch GDSL8.
Das Fahrzeug wurde vor allem mit Omnibus-Aufbau (für 45–50 Personen) hergestellt. Als solches war es entweder ein Frontlenker, oder ein Ein-Mann-Führerhaus war vorne einseitig seitlich positioniert, so dass daneben Platz für den Motor blieb („demi-cabine avancée“). Der Omnibus hatte üblicherweise eine Länge von 9,915 und eine Breite von 2,34 m, einen Radstand von 5,72 m, Spur vorne 1,90 und hinten 1,75 m. Die Reifengröße war 270×20, die Vorderachse war einfach, die Hinterachse zwillingsbereift. Die Höchstgeschwindigkeit betrug -je nach Getriebe- für die im Stadtverkehr eingesetzten Busse 55 und für die Busse im Überlandverkehr 75 km/h. Das komplette Fahrzeug mit Aufbau wog leer um 6 Tonnen.
Als Berliet GDSL7 hatte das Fahrzeug einen Vierzylinder-Dieselmotor des Typs MDB2R mit 120 mm Bohrung und 160 mm Hub, woraus sich ein Hubraum von 7238 cm³ errechnet. Steuerlich war das Fahrzeug mit 19 CV eingestuft, der Motor leistete seine ungenannte Höchstleistung (die bei mindestens 70 PS gelegen haben dürfte) bei 1800/min.
Vom GDSL8 wurden 1 Stück 1934, 3 Stück 1935, 6 Stück 1936, und je 13 Stück 1937 und 1938 gebaut. Der GDSL7 blieb entweder auf dem Papier, oder seine Produktion ist in der des GDSL8 mit enthalten.

### Berliet GDSL m.38
1937 oder 1938 erschien eine modernisierte Variante als Berliet GDSL m.38. Hauptunterschied war der Motor vom Typ MDC3C, der bei gleichen Zylindermaßen jetzt eine Höchstleistung von 115 PS bei 1800/min hatte. Das Leergewicht wird mit 4650 kg, das zulässige Gesamtgewicht mit 13 Tonnen angegeben.
1937 wurden 42 Stück, 11 Stück 1938 und 16 Stück 1939 gebaut.
Von diesem Typ gab es eine Variante mit der Bezeichnung Berliet GDSL30. Der Radstand war auf 3,60 m verkürzt, die Länge auf 7,05 m, die größte Breite betrug 2,59 m. Das Fahrzeug erhielt einen Sechszylinder-Ottomotor des Typs MKU110: 110 mm Hub, 140 mm Bohrung, Hubraum 7983 cm³, 30 Steuer-CV, 90 effektive PS ei 1800/min. 33 Stück gingen als Omnibus 1940 an die französische Armee.
Der Berliet GDSLG10, eine weitere Omnibus-Variante, erschien im Oktober 1942. Er hatte den kurzen Radstand des GDSL30, eine Länge von 7,30 und eine Breite von 2,40 m. Da Krieg und jeglicher Treibstoff knapp war, erhielt das Fahrzeug einen Holzgasmotor des Typs MPEG: : 6 Zylinder, 120 mm Hub, 160 mm Bohrung, Hubraum 10.857 cm³, 29 Steuer-CV, 95 effektive PS bei 1800/min. Von Produktionszahlen ist nichts überliefert, offenbar blieb es bei einem Prototyp, der nicht in Serie ging.

### Originalquellen
Eine Publikation, in der alle vor 1945 gebauten Berliet-Typen individuell abgehandelt wären, gibt es nicht. Neben der unten erwähnten Literatur wurde auf folgende in der Fondation Berliet verwahrte Originalunterlagen zurückgegriffen:
- "Fiches des Mines": Es handelt sich um die Unterlagen zur Erteilung einer allgemeinen Betriebserlaubnis, hierfür ist in Frankreich der "Inspecteur des mines" sachlich zuständig. Diese Unterlagen sind chronologisch geordnet und nummeriert. Nicht zu jedem Typ bzw. Variante gibt es entsprechende Unterlagen, teils, weil sie wohl als Untervarianten eines Typs verstanden wurden, für den eine gesonderte Erlaubnis nicht erforderlich war, teils wohl, weil diese Unterlagen im Laufe der letzten 100 Jahre verlorengegangen sind. Bei Militärtypen gibt es Hinweise, dass eine Betriebserlaubnis direkt durch militärische Dienststellen erfolgte, was entsprechende "fiches des mines" überflüssig machte. Die Quellenbezeichnung lautet: "Fiches No...."
- "Etat des véhicules utilitaires et autobus declares aux mines depuis 1920", eine 15-seitige Zusammenstellung vom 1. Dezember 1941, enthält insbesondere die reservierten Chassisnummernbänder, die jedoch vielfach nicht vollständig ausgeschöpft wurden, einige Typen bzw. Varianten werden nicht erwähnt, Quellenbezeichnung lautet: "Etat S..."
- "Nombre de véhicules construits de 1930 à 1942", siebenseitige Zusammenstellung der zwischen 1930 und 1942 gebauten Stückzahlen an Nutzfahrzeugen, erstellt wohl 1943, erste Seite teilweise irreparabel verderbt, teilweise werden mehrere Typen bzw. Varianten zusammengefasst, Quellenbezeichnung lautet: "Nombre S...."

### Sonstige Literatur
- Monique Chapelle: Berliet. 1. Auflage. EMCE, Saint-Chamond 2016, ISBN 978-2-35740-049-8.
- Christophe Puvilland: Berliet 1905–1978, toute la gamme omnibus, autocars, autobus et trolleybus. 1. Auflage. histoire&collections, Paris 2008, ISBN 978-2-35250-059-9.
- François Vauvillier: Tous les Berliet militaires 1914–1940, vol.1: les camions. histoire&collections, Paris 2019, ISBN 978-2-35250-496-2.